# Ordine di San Silvestro papa
L'Ordine equestre pontificio di San Silvestro papa (in latino Ordo Sancti Silvestri Papae) è un ordine cavalleresco della Santa Sede. Talvolta viene indicato coi nomi di Ordine Silvestrino o Ordine equestre Pontificio di San Silvestro Papa ed è uno dei cinque ordini cavallereschi concessi direttamente dal papa come supremo pontefice e capo della Chiesa cattolica e come capo di Stato della Città del Vaticano.

## Storia

### L'Ordine prima delle riforme di Pio X
Prima del 1841, l'Ordine era universalmente conosciuto come uno degli ordini più antichi della Santa Sede, anche se la sua data precisa di inizio di conferimento rimane incerta. La più antica onorificenza di cui sia giunta traccia risale al 14 aprile 1539, quando esso venne conferito da papa Paolo III alla famiglia Sforza.
Gregorio XVI, nel breve apostolico del 31 ottobre 1841 Quod hominum mentes decise di unificare l'ordine con quello dello Speron d'oro, ma lo pose sotto il patronato di San Silvestro papa (uno dei più accreditati fondatori dell'Ordine), riservandosi ogni facoltà di conferimento delle onorificenze. Intenzionato a riportare in auge l'antica tradizione e lo splendore dell'Ordine, egli limitò il numero dei commendatori a 150 e dei cavalieri a 300 (limitati solo allo Stato Pontificio).

### L'Ordine dopo la riforma di Pio X
Papa Pio X, nel motu proprio del 7 febbraio 1905, dal titolo Multum ad excitandos, decise di scorporare nuovamente l'Ordine di San Silvestro da quello della Milizia Aurata.
Esso venne riqualificato quindi come ricompensa per i cattolici che si erano dedicati attivamente alla vita della Chiesa, in particolare distinguendosi nell'esercizio delle proprie abilità professionali e nelle varie arti. Esso viene conferito anche ai non cattolici, ma più raramente dell'Ordine di San Gregorio Magno.
Le nomine all'ordine sono solitamente proposte dai vescovi diocesani o dai nunzi apostolici, ma possono essere proposte direttamente dalla Santa Sede. Papa Giovanni Paolo II estese l'appartenenza all'Ordine sia agli uomini sia alle donne. Esso ha come gran maestro il Sommo Pontefice come capo visibile della Chiesa cattolica e capo di Stato della Città del Vaticano.

## Modalità di conferimento
"[...] I Vescovi diocesani possono proporre il conferimento di una onorificenza pontificia ad ecclesiastici e laici, in segno di apprezzamento e riconoscenza per il servizio prestato. Un Vicario Generale può parimenti richiedere tale conferimento, dichiarando però esplicitamente di procedere in merito con espressa autorizzazione del proprio Vescovo. La richiesta, accompagnata dal curriculum vitae dei candidati (età, professione, condizione familiare e sociale, con descrizione accurata delle benemerenze acquisite nei riguardi della Chiesa), dovrà essere inviata alla Nunziatura Apostolica, che la farà pervenire – corredata dal proprio nulla osta – alla Segreteria di Stato. Le domande provenienti dai territori soggetti alla vigilanza delle Congregazioni per le Chiese Orientali e per l'Evangelizzazione dei Popoli, siano prima inviate al Dicastero competente che provvederà poi a trasmetterle alla Segreteria di Stato [...]."
(Istruzione sul conferimento di Onorificenze Pontificie, Città del Vaticano, 13 maggio 2001)

## Insegne

### Insegne dell'Ordine prima delle riforme di Pio X (1841-1905)
Gregorio XVI divise l'ordine in due classi:

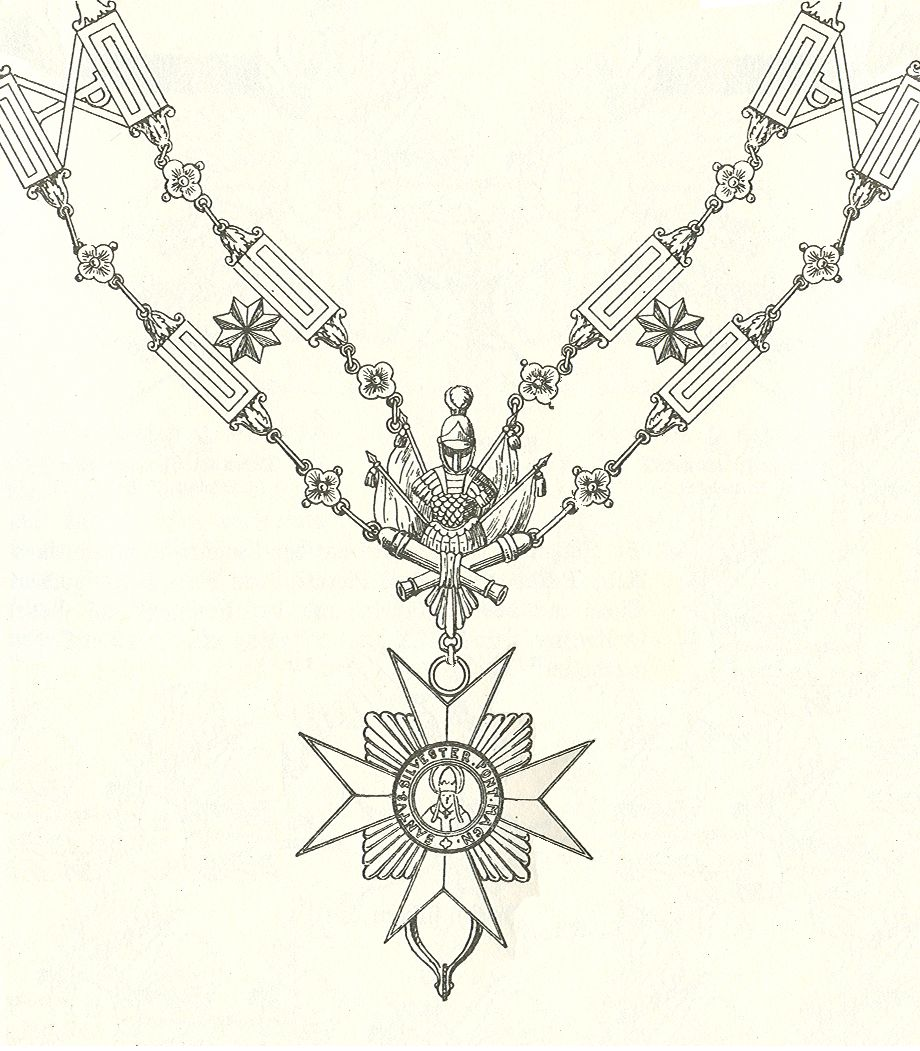
Collare d'oro dell'Ordine di San Silvestro, prima della riforma del 1905

- commendatore che portava una grande medaglia sospesa da un nastro al collo.
- cavaliere che portava una piccola medaglia sul lato sinistro del petto, con un piccolo nastro pendente.

La decorazione (o croce) dell'Ordine, secondo il Breve di papa Gregorio, consisteva in una croce maltese smaltata di bianco con l'immagine di san Silvestro indossante la tiara papale, bordata di blu e portante incise le lettere in oro SANC. SYLVESTER P. M.. Sul retro, in oro, si trovava la scritta MDCCCXLI GREGORIUS XVI RESTITUIT. Un piccolo sperone d'oro si trovava sospeso ai due lati dei piedi della croce dell'Ordine, per indicare lo stretto legame stabilitosi tra i due ordini.
Il nastro delle decorazioni era di seta, composto di cinque bande, tre rosse e due nere.

### Insegne dell'Ordine dopo delle riforme di Pio X (dal 1905)
L'Ordine consta oggi, dopo le riforme volute da papa Pio X, di quattro classi di merito:
- cavaliere di gran croce o dama di gran croce, a candidati/e particolarmente benemeriti, con almeno 50 anni di età e dopo 10 anni dal conferimento di un'onorificenza di grado inferiore;
- commendatore con placca o dama di commenda con placca, Commenda: a candidati/e benemeriti, con almeno 45 anni di età e dopo 10 anni dal conferimento di un'onorificenza di grado inferiore;
- commendatore o dama di commenda, a candidati/e con almeno 40 anni di età e dopo 10 anni dal conferimento di un'onorificenza di grado inferiore;
- cavaliere o dama, a candidati/e con almeno 35 anni di età.

|           |              |                         |                         |
| Medaglie  |              |                         |                         |
|           |              |                         |                         |
| Cavaliere | Commendatore | Commendatore con Placca | Cavaliere di Gran Croce |

La croce dell'Ordine consiste in una croce d'oro smaltata di bianco, al centro della quale è impressa l'immagine di San Silvestro, circondata da un cerchio blu con le lettere d'oro SANC. SYLVESTER P. M. Al recto, in centro, viene raffigurata la tiara papale e due chiavi incrociate con la data di restaurazione sotto papa Gregorio: MDCCCXLI, e quella della riforma di Pio X, MCMV, impresse in oro su un cerchio blu.
La placca dell'Ordine riporta le medesime decorazioni della croce senza pendente, montata su una stella raggiante d'argento.
Il nastro delle decorazioni è di seta, composto di cinque bande, tre rosse e due nere.
L'uniforme ufficiale è composta da una giacca nera con una fila di bottoni dorati, con manicotti di velluto nero, collare e decorazioni in oro, pantaloni neri con una fascia d'oro, bicorno con coccarda coi colori pontifici (decorato con piume bianche se appartenente a un cavaliere di gran croce, con piume nere se da commendatore) e spada al fianco. I cavalieri di gran croce indossano anche una fascia e una stella da petto, sul lato sinistro. I commendatori portano la croce al collo e i cavalieri indossano la croce sul lato sinistro del petto sull'uniforme.

## Araldica
Gli insigniti di Gran Croce dell'Ordine sono autorizzati ad attorniare il loro scudo con una fascia blu con le lettere in oro "SANC. SYLVESTER P. M.", mentre gli altri ranghi inferiori possono porre la loro onorificenza con nastro sotto la punta dello scudo.

## Obblighi
I cavalieri pontifici di San Silvestro non hanno specifici obblighi ma il loro status rappresenta un valore meramente onorifico di appartenenza all'ordine. A ogni modo la loro partecipazione è solitamente richiesta nei principali eventi che riguardano la loro diocesi di appartenenza come la consacrazione di un nuovo vescovo, le ordinazioni annuali dei sacerdoti, l'ingresso di un nuovo vescovo nella diocesi. Come per gli altri Ordini Equestri Pontifici, l'uso dell'uniforme offre al Cavaliere il privilegio di scortare il vescovo all'ingresso e all'uscita della Cattedrale, a sedersi alla destra dell'altare, ponendo la sciabola a terra e mantenendo la feluca in capo parimenti alla mitria del vescovo.

## Insigniti notabili
- Ludwig von Pastor, storico e diplomatico tedesco naturalizzato austriaco.
- Samuel Theodore Cohen, fisico, inventore della bomba al neutrone
- Filippo Pacelli, dei principi di Acquapendente, avvocato e padre di Eugenio Pacelli (papa Pio XII).
- Francesco Babuscio Rizzo, Ambasciatore d'Italia, nobile.
- Ottone d'Asburgo-Lorena, ultimo arciduca ereditario d'Austria e d'Ungheria, capo della Casa d'Asburgo.
- Giulio Andreotti, politico e presidente del Consiglio dei ministri della Repubblica Italiana.
- Oskar Schindler, imprenditore tedesco ricordato per aver salvato più di mille ebrei dallo sterminio della Shoah.
- Jagatjit Singh, ultimo Raja-i Rajgan e unico maharaja di Kapurthala.
- Fritz Günther von Tschirschky, politico e diplomatico tedesco.
- Carlo Augusto di Thurn und Taxis, X principe di Thurn und Taxis.
- Emilio Trabucchi, farmacologo e politico italiano.
- Louis-Martin de Courten,  ufficiale della Guardia Svizzera.
- Franz Pfyffer von Altishofen, ufficiale della Guardia svizzera.
- Domenico Giani, comandante del Corpo della Gendarmeria dello Stato della Città del Vaticano.
- Mario Prato di Pamparato, generale dell'Esercito Italiano.
- Francesco Paolo Figliuolo,  generale dell'Esercito Italiano.
- Wilhelm Ramming von Riedkirchen, militare austriaco.
- Juan Bautista Topete, militare e politico spagnolo.
- Giosuè Ritucci Lambertini di Santanastasia, generale e politico italiano, ministro della Guerra del Regno delle Due Sicilie.
- Carlo Stagno Cumbo d'Alcontres, principe di Montesalso, militare lealista borbonico.
- Ferdinando Stagno Monroy d'Alcontres, marchese della Floresta, politico italiano.
- Armando César Sánchez, Fundador del primer Servicio Sacerdotal de Urgencias en Córdoba, Argentina